# Burt Munro

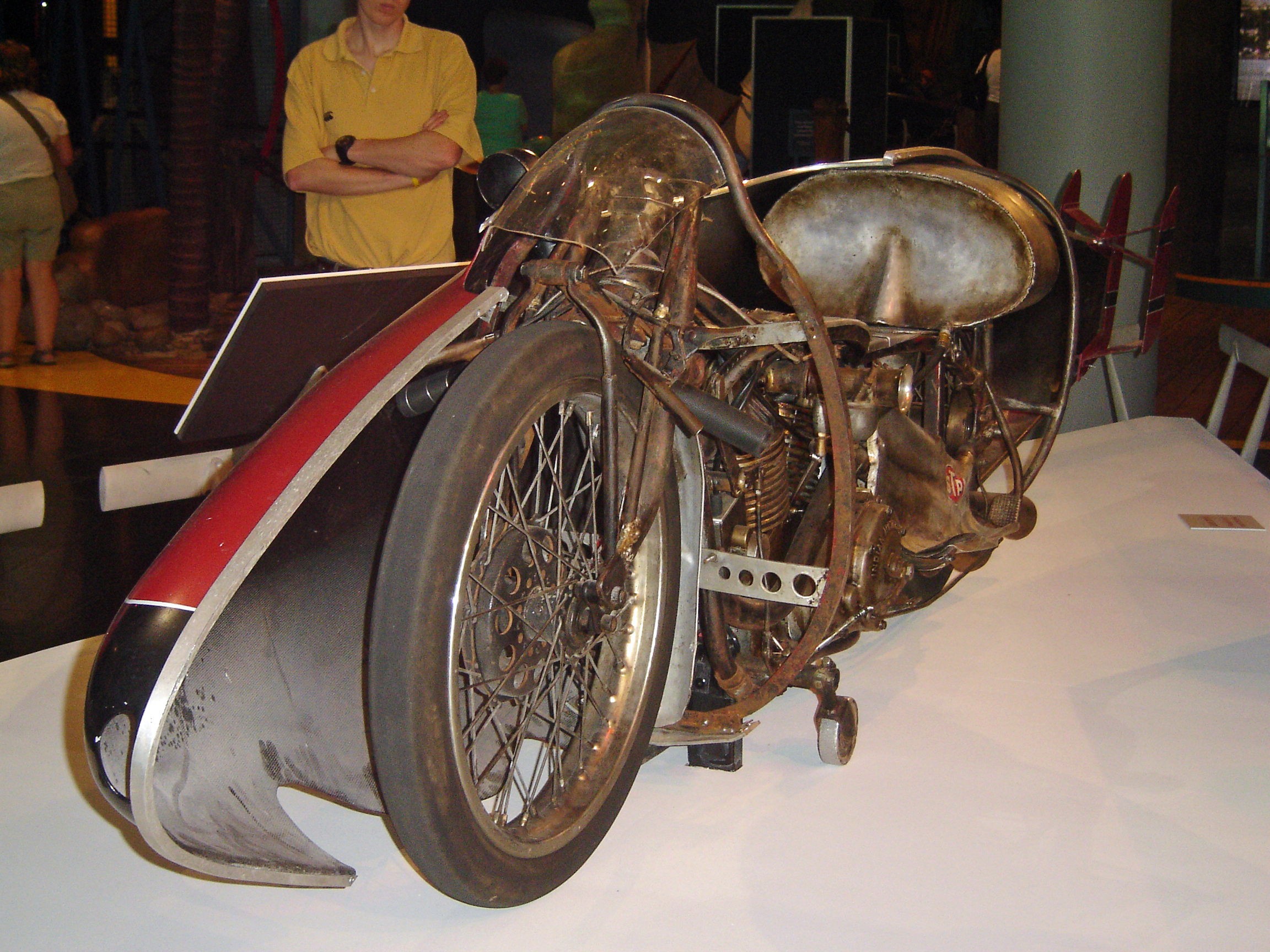
Indian Special Scout

Herbert James 'Burt' Munro (25 maart 1899 – 6 januari 1978) was een Nieuw-Zeelandse motorcoureur.
Burt Munro woonde in de plaats Invercargill op het Zuidereiland. In 1920 kocht hij een Indian Scout-motorfiets waar hij jarenlang aan zou sleutelen om deze steeds sneller te maken. In 1938 haalde hij hiermee zijn eerste snelheidsrecord.
In de jaren 50 en 60 heeft hij tien keer de motorraces bezocht die elk jaar op de Bonneville-zoutvlakte in Utah worden gehouden. Hier heeft hij tot driemaal toe een snelheidsrecord gevestigd voor de klasse onder de 1000 cc. Zijn laatste record (van 1967, 295,44 km/u) is nog niet verbroken. Eén keer werd zijn snelheid gemeten op 324,85 km/u, maar dit is geen officieel record.
In 2014 werd het officiële record toch veranderd naar 297,26 km/u, omdat ze al die jaren terug in 1967 misrekend hadden. Er werd een nieuwe attest uitgereikt om het officieel te bevestigen.
De Indian Scout, die door Munro de Munro Special werd genoemd, wordt nog steeds tentoongesteld in een winkel in Invercargill.
Het verhaal over Munro werd in 2005 verfilmd in The World's Fastest Indian met Anthony Hopkins in de hoofdrol.